# Liste der Nummer-eins-Hits in den Cash Box Charts (1975)
Diese Liste enthält alle Nummer-eins-Hits in den amerikanischen Cash Box Charts im Jahr 1975. Es gab in diesem Jahr 45 Nummer-eins-Singles.
| Singles |
| --- |
| - Harry Chapin: Cat's In the Cradle - 1 Woche (28. Dezember 1974 – 3. Januar 1975) - Elton John: Lucy in the Sky with Diamonds - 1 Woche (4. Januar – 10. Januar) - Barry White: You’re the First, the Last, My Everything - 1 Woche (11. Januar – 17. Januar) - Barry Manilow: Mandy - 1 Woche (18. Januar – 24. Januar) - Carpenters: Please Mr Postman - 1 Woche (25. Januar – 31. Januar) - Neil Sedaka: Laughter In The Rain - 1 Woche (1. Februar – 7. Februar) - Stevie Wonder: Boogie On Reggae Woman - 1 Woche (8. Februar – 14. Februar) - Linda Ronstadt: You're No Good - 1 Woche (15. Februar – 21. Februar) - Ohio Players: Fire - 1 Woche (22. Februar – 28. Februar) - Average White Band: Pick Up The Pieces - 1 Woche (1. März – 7. März) - Olivia Newton-John: Have You Never Been Mellow - 1 Woche (8. März – 14. März) - Frankie Valli: My Eyes Adored You - 1 Woche (15. März – 21. März) - LaBelle: Lady Marmalade - 1 Woche (22. März – 28. März) - Minnie Riperton: Lovin' You - 1 Woche (29. März – 4. April) - Ringo Starr: No No Song - 1 Woche (5. April – 11. April) - Elton John: Philadelphia Freedom - 2 Wochen (12. April – 25. April) - B. J. Thomas: Another Somebody Done Somebody Wrong Song - 1 Woche (26. April – 2. Mai) - Tony Orlando & Dawn: He Don't Love You (Like I Love You) - 1 Woche (3. Mai – 9. Mai) - Ozark Mountain Daredevils: Jackie Blue - 2 Wochen (10. Mai – 23. Mai) - Earth, Wind & Fire: Shining Star - 1 Woche (24. Mai – 30. Mai) - Ace: How Long - 1 Woche (31. Mai – 6. Juni) - Freddy Fender: Before The Next Teardrop Falls - 1 Woche (7. Juni – 13. Juni) - John Denver: Thank God I'm A Country Boy - 1 Woche (14. Juni – 20. Juni) - Linda Ronstadt: When Will I Be Loved? - 1 Woche (21. Juni – 27. Juni) - Captain & Tennille: Love Will Keep Us Together - 2 Wochen (28. Juni – 11. Juli) - Wings: Listen To What The Man Said - 1 Woche (12. Juli – 18. Juli) - Van McCoy & The Soul City Symphony: The Hustle - 1 Woche (19. Juli – 25. Juli) - Eagles: One Of These Nights - 1 Woche (26. Juli – 1. August) - Olivia Newton-John: Please Mr. Please - 1 Woche (2. August – 8. August) - Bee Gees: Jive Talkin' - 1 Woche (9. August – 15. August) - Elton John: Someone Saved My Life Tonight - 1 Woche (16. August – 22. August) - KC and the Sunshine Band: Get Down Tonight - 2 Wochen (23. August – 5. September) - Hamilton, Joe Frank & Reynolds: Fallin' In Love - 1 Woche (6. September – 12. September) - Glen Campbell: Rhinestone Cowboy - 1 Woche (13. September – 19. September) - Janis Ian: At Seventeen - 1 Woche (20. September – 26. September) - David Bowie: Fame - 1 Woche (27. September – 3. Oktober) - David Geddes: Run Joey Run - 1 Woche (4. Oktober – 10. Oktober) - John Denver: I'm Sorry - 1 Woche (11. Oktober – 17. Oktober) - Dickie Goodman: Mr. Jaws - 1 Woche (18. Oktober – 24. Oktober) - Neil Sedaka: Bad Blood - 2 Wochen (25. Oktober – 7. November) - Elton John: Island Girl - 2 Wochen (8. November – 21. November) - Silver Convention: Fly, Robin, Fly - 1 Woche (22. November – 28. November) - KC and the Sunshine Band: That’s the Way (I Like It) - 3 Wochen (29. November – 19. Dezember) - The Staple Singers: Let's Do It Again - 1 Woche (20. Dezember – 26. Dezember) - Bay City Rollers: Saturday Night - 1 Woche (27. Dezember 1975 – 2. Januar 1976) |